# Sam Pyjam 2 : Héros Météo
 (janvier 2024).
Si vous disposez d'ouvrages ou d'articles de référence ou si vous connaissez des sites web de qualité traitant du thème abordé ici, merci de compléter l'article en donnant les références utiles à sa vérifiabilité et en les liant à la section « Notes et références ».
Sam Pyjam 2 : Héros Météo ou Pyjama Sam 2 : Héros Météo est un jeu vidéo développé par Humongous et édité par Atari sorti en 1998. C'est le deuxième jeu de la série principale de Pyjama Sam.

## Résumé
Sam regarde Pyjaman, son dessin animé préféré. Soudain, un coup de tonnerre et un éclair retentissent et Sam va se cacher derrière un meuble... Sam décide alors d'endosser sa cape pour devenir Sam Pyjam et monter là-haut pour demander que cela s'arrête. Il grimpe donc à une échelle dans son grenier qui va le mener dans les nuages, où Météo Monde, où est fabriqué le temps...
Après être entré dans les locaux, il rencontre Tonnerre et Éclair, qui gèrent la météo (représentées par une personne avec une tête de nuage et une avec un corps d'éclair). Alors que Sam allait réagir à Tonnerre qui venait de commencer de parler des bienfaits des orages, il trébucha sur sa cape et alla percuter un gros bouton rouge au milieu du panneau de contrôle de Tonnerre et Éclair. C'est la panique : plusieurs pièces manquent aux machines qui fabriquent le temps, et le temps est déréglé partout sur la planète... Sam va essayer d'aider Tonnerre et Éclair en retrouvant les pièces manquantes. On trouvera ensuite deux scénarios différents pour chacune des quatre pièces de machines, qui sont choisis aléatoirement, ou par le joueur, s'il veut.
À la fin du jeu, Sam a retrouvé et mis en place toutes les pièces de machines manquantes, in extremis pendant l'arrivée de mère Nature, la présidente de Météo Monde, représentée comme une personne âgée. À la fin du jeu, Tonnerre propose à Sam de contrôler un peu la machine à contrôler le temps. Il accepte, Éclair lui montre comment s'en servir, Sam prend la manette de la puissance de l'orage, puis un gros coup de tonnerre retentit en même temps qu'un éclair qui apparait sur l'écran du joueur, en transition avec le générique de fin.

## Pièces de machines
- Zéphyrin, une pièce de la machine à vent. Il est assez peureux.
- Elvis, l'écrou à ailettes, l'écrou de la machine à soleil. Il est assez prétentieux.
- Ypsilon, une pièce en forme de Y chargée de relier l'hydrogène, l'oxygène et le reste de la machine au résultat de ce mélange. Il est assez curieux.
- L'inspecteur automatisé de flocons de neige, un robot chargé de vérifier la bonne formation des flocons de neige.

## Personnages
- Sam Pyjam.
- Tonnerre, qui gère la machine à contrôler le temps. Elle a l'apparence d'une femme avec une tête de nuage. Contrairement à sa collègue Éclair, elle est assez calme.
- Éclair, qui gère également la machine à contrôler le temps. Elle a l'apparence d'un éclair. Elle est très nerveuse.
- La carotte, déjà rencontrée dans le domaine d'Obscur, dans le premier Sam Pyjam. Elle a eu un diplôme en économie et elle est ici clandestinement pour enquêter sur les conditions de travail des employés de Météo Monde. Elle fait office de nez pour Jaques Leblanc, avant d'être récupérée par Sam, qui la fera devenir membre du conseil d'administration de Météo Monde.
- Jacques Leblanc III, un bonhomme de neige, le responsable de la machine à flocons.
- Françoise Ganuchaud, sœur de la secrétaire.
- Edgar Deleste, qui surveille l'accès au couloir où se trouvent les bureaux des employés.
- Georges Quelqu'un, une agrafeuse, le chef du personnel.
- Alex Térieur, responsable du matériel. Il ne donne son matériel qu'en cas de grande nécessité, sauf pour les élastiques, mais il faut quand même remplir un formulaire. Il pense que Georges Quelqu'un envoie des espions pour le surprendre en train de ne rien faire.
- Gille Boulet, le vice-président. On l'entend juste, il remplit des formulaires et Sam va fouiller son casier.
- Annie Mal, secrétaire de Gille Boulet.
- Snif, le détecteur de l'inspecteur de flocons de neige, un boîtier rectangulaire avec une antenne, qui permet de retrouver l'inspecteur automatisé de flocons de neige.